# Tervaluoto (ö i Mellersta Finland)
Tervaluoto är en ö i Finland. Den ligger i sjön Päijänne och i kommunen Muurame i den ekonomiska regionen  Jyväskylä ekonomiska region  och landskapet Mellersta Finland, i den södra delen av landet, 220 km norr om huvudstaden Helsingfors. Öns area är 0,4 hektar och dess största längd är 110 meter i nord-sydlig riktning.